# Kößlarn
Kößlarn è un comune tedesco di 1 944 abitanti, situato nel land della Baviera.